# Archaeromma gibsoni
Archaeromma gibsoni is een vliesvleugelig insect uit de familie Mymarommatidae. De wetenschappelijke naam is voor het eerst geldig gepubliceerd in 2007 door Engel & Grimaldi.